# Episodi di Candice Renoir (terza stagione)
La terza stagione della serie televisiva Candice Renoir è stata trasmessa in Francia dal 15 maggio 2015 al 17 dicembre 2015 sul canale France 2.
In Italia, la terza stagione è andata in onda in prima visione assoluta dal 17 dicembre 2015 al 14 gennaio 2016 su Fox Crime della piattaforma Sky.
| nº | Titolo originale                            | Titolo italiano          | Prima TV Francia | Prima TV Italia  |
| -- | ------------------------------------------- | ------------------------ | ---------------- | ---------------- |
| 1  | Mieux vaut l'abondance que le besoin        | Un segreto velenoso      | 15 maggio 2015   | 17 dicembre 2015 |
| 2  | Qui aime bien, châtie bien                  | Un amore galeotto        | 15 maggio 2015   | 17 dicembre 2015 |
| 3  | Qui se repent, se punit soi-même            | Una falsa identità       | 22 maggio 2015   | 24 dicembre 2015 |
| 4  | Les absents ont toujours tort               | Un tragitto mortale      | 22 maggio 2015   | 24 dicembre 2015 |
| 5  | Si ce n'est toi c'est donc ton frère        | Nulla si dà per scontato | 29 maggio 2015   | 31 dicembre 2015 |
| 6  | Il faut laver son linge sale en famille     | Sotto copertura          | 29 maggio 2015   | 31 dicembre 2015 |
| 7  | Charité bien ordonnée commence par soi-même | Questione di umanità     | 5 giugno 2015    | 7 gennaio 2016   |
| 8  | La colère est aveugle                       | Uno strano caso          | 5 giugno 2015    | 7 gennaio 2016   |
| 9  | Tout homme ressemble à sa douleur           | Un caso personale        | 12 giugno 2015   | 14 gennaio 2016  |
| 10 | Les apparences sont souvent trompeuses      | Le apparenze ingannano   | 19 giugno 2015   | 14 gennaio 2016  |

## Un segreto velenoso
- Titolo originale: Mieux vaut l'abondance que le besoin
- Diretto da: Stéphane Malhuret
- Scritto da: Killian Arthur e Ivan Piettre

### Trama
Joacquim Brisset, un ragazzo di 24 anni, è morto avvelenato per strada: a segnalare il decesso è stata una chiamata anonima effettuata con carta prepagata, dunque irrintracciabile. Candice e Chrystelle temono di perdere il caso, essendo le uniche persone operative dopo la partenza di JB e il congedo di Antoine. Mentre il brigadiere Medjaoui svolge un noioso e più ordinario lavoro d'archivio in un'altra sede, il capitano Dumas sta concludendo le sedute di fisioterapia e preme per tornare al lavoro il prima possibile: il medico Pierre, che è anche suo fratello, gli firma la carta per rientrare in servizio, suggerendogli però di vedere uno psicologo. JB ha lasciato ai colleghi Pepito, un pesce rosso da mettere sulla scrivania in attesa che arrivi il suo sostituto: quando Antoine rientra nella squadra, Attia decide per il momento di non rimpiazzare Medjaoui perché tre persone sono sufficienti per mandare avanti la squadra. Intanto, Candice e Canovas si stanno frequentando di nascosto nei luoghi più improbabili, litigando in pubblico per nascondere la loro relazione.
Candice interroga un clochard nella zona dove è morto Joacquim, scoprendo che è stato lui a effettuare la telefonata anonima. Etienne Brisset, padre del ragazzo, si presenta adirato in commissariato perché pensa che la morte del figlio sia falsa, poiché sei mesi prima ha lasciato la Francia per cercare fortuna all'estero. Purtroppo in ospedale deve rendersi conto che Joacquim gli ha sistematicamente mentito, telefonandogli di frequente e inviandogli una fotografia molto realistica di lui su una spiaggia cubana. Etienne racconta che il figlio è voluto partire dopo aver lasciato la fidanzata: il giovane desiderava emanciparsi, stanco di essere preso in giro perché aveva faticato a studiare. Tuttavia, il giovane Brisset era noto alle forze dell'ordine per aver occupato abusivamente una casa insieme a un gruppo di ragazzi. Candice, Antoine e Chrystelle si recano nell'abitazione occupata, dove vivono i Freegan: una comunità di giovani che vivono recuperando gli scarti della società, nutrendosi del cibo sprecato. Joacquim amava collezionare libri: i suoi amici raccontano che aveva tagliato i ponti con suo padre, il quale pretendeva che si cercasse un lavoro. Essendo stata trovata nella borsa di Joacquim una cartina di Sète con diversi segni, Candice capisce che il suo compito era procacciare gli appartamenti da occupare e per questo girava prevalentemente di notte. Aline informa i colleghi che il veleno usato per ucciderlo è la stricnina, adoperato per ammazzare i topi. I figli di Candice, a casa da scuola per le vacanze estive, si sentono trascurati e pretendono di trascorrere una giornata insieme, altrimenti chiederanno l'affidamento al padre: la Renoir riesce a unire utile e dilettevole proponendo loro di andare in spiaggia, la stessa dove Joacquim simulava di essere a Cuba.
Dopo una mattinata di relax sulla sdraio, Candice decide di lavorare come cameriera nel Cuba Libre: il bar cubano sulla spiaggia che inevitabilmente ha qualcosa a che fare con Joacquim. Tra un'incombenza e l'altra, Candice trova il tempo di parlare con la barista Susana: la giovane racconta di aver conosciuto Joacquim, con cui parlava in spagnolo, e che il ragazzo riceveva spesso delle buste da un certo Dan. Quando quest'ultimo si presenta, Candice lo porta in commissariato per interrogarlo. Dan è un editore per il quale Joacquim stava scrivendo un romanzo, raccontando la vita della comunità Freegan da infiltrato: il giovane era molto portato per la scrittura e il libro era un modo per dimostrare a suo padre che poteva farcela. Le buste che si scambiavano al bar contenevano le bozze dei capitoli che Dan gli restituiva con le sue correzioni: per farlo lavorare l'editore gli aveva anche affittato uno studio. Ispezionando l'appartamento si individuano le tracce di una seconda persona, probabilmente un membro dei Freegan che aveva scoperto il doppio gioco di Joacquim e lo ha avvelenato per eliminarlo. Sul computer si legge che la notte dell'omicidio di Freegan avevano pianificato un'azione dimostrativa contro un grande magazzino accusato di vendere prodotti realizzati dai poveri del Bangladesh. Tornati dai Freegan, mentre Antoine verifica gli alibi degli occupanti, Candice entra nella stanza di Camille (una di loro) e trova un manuale di Feng shui: anche lo studio di Joacquim sembrava ispirato agli stessi principi, quindi la persona che stava con lui era proprio Camille. In commissariato Camille si difende, asserendo di non aver mai saputo del romanzo: Candice le fa leggere il manoscritto e la sua reazione genuina la convince che non è stata lei a ucciderlo.
Antoine è nei guai: Attia ha scoperto che non ha ottenuto il certificato di abilitazione e lo spedisce immediatamente al poligono di tiro, non potendo rientrare in servizio senza. Mentre si trova in posizione per sparare al bersaglio, Antoine rivive il momento in cui Daniel Langlois lo ha colpito e sbaglia la mira. Candice torna al Cuba Libre, dove manda la figlia Emma a lavorare al suo posto, mentre lei si intrattiene con JB e la squadra tutta al completo. In realtà, si tratta di una trappola per arrestare l'assassino di Joacquim: il cameriere Milo, il quale aveva aperto di nascosto una delle sue buste e pensava che fosse uno dei Freegan. Milo racconta la rabbia che prova verso persone come loro, "parassiti" che vivono ai margini e sfruttano il lavoro di chi invece lavora. Antoine inizia a vedere una psicologa, ma le racconta di aver superato gli incubi su Langlois, mentre invece li vive ancora a tutti gli effetti.
- Guest star: Clara Antoons (Emma Renoir), Étienne Martinelli (Jules Renoir), Alexandre Ruscher (Léo Renoir), Paul Ruscher (Martin Renoir), Delphine Rich (Aline Jego), Stéphane Blancafort (David Canovas), Mhamed Arezki (Jean-Baptiste Medjaoui).
- Altri interpreti: Murielle Huet Desaunay (Camille), Morgan-Lloyd Sicard (Moise), Jérôme Bertin (Etienne Brisset), Quentin Faure (Milo), Clara Camblor (Susana), Raynaldo Delattre (Matisse), Eric Poulain (Daniel Moreau), Fred Tournaire (Albert), Claude Djian (Jeff), Sébastien Portier (Pierre Dumas De L'Estang), Laurence Dubard De Gaillarbois (psicologa Antoine), Ferdinand Fortes (Sami), Mathieu Lane Maby (Daniel Langlois).

## Un amore galeotto
- Titolo originale: Qui aime bien, châtie bien
- Diretto da: Stéphane Malhuret
- Scritto da: Fabienne Facco e Marc Kressmann

### Trama
Aurélie La Fonte, impiegata presso un ufficio di collocamento, è trovata morta in casa con diverse coltellate alla schiena. Candice è attirata da due dettagli: una guida tv con cerchiati alcuni programmi maschili, nonostante il frigorifero quasi vuoto suggerisse fosse single, e una dalia appassita; inoltre, la sua automobile è imbrattata con una scritta in vernice. I sospetti si indirizzano verso Mathilde Coudray, la vicina di casa, la quale però risulta colpevole soltanto della scritta: la donna riferisce di averlo fatto perché Aurélie si prodigava per trovare lavoro ai detenuti in carcere, privilegiandoli al posto dei disoccupati onesti come lei. Il fidanzato di Aurélie risulta essere Rodolphe Becker, ex insegnante di biologia, uscito di prigione dopo aver scontato dieci anni per l'omicidio della moglie: ora Becker lavora come giardiniere insieme al figlio Hugo. Si pensa che l'uomo possa aver ucciso Aurélie perché lo aveva lasciato, ripetendo quanto già avvenuto con la moglie: Candice scarta quest'ipotesi quando Aline le dice che le dalie regalatele da Hugo erano viola, il che nel linguaggio dei fiori simboleggia riconoscenza e non rivalsa. Dai tabulati telefonici risulta che Becker era frequentemente in contatto con Canovas: Candice si presenta alla sua barca galleggiante, luogo dei loro incontri, per chiedere spiegazioni. Canovas racconta di aver indagato sull'omicidio della moglie di Becker, incriminato da un suo collega che aveva fretta di chiudere le indagini: avendo però creduto all'innocenza dell'uomo, Canovas si è fatto trasferire in dissenso dalla decisione e si è prodigato affinché il giovane Hugo, finito in un brutto giro e fermato per rapina, avesse un lavoro. Candice apprezza la generosità di Canovas e trascorre la notte insieme a lui.
Al mattino Candice è svegliata dalla telefonata di Antoine che la avverte degli ultimissimi sviluppi: sulla scena del crimine sono state trovate tracce del DNA di Becker, gettando un alone di dubbio sulla storia raccontata da Canovas. Candice e la squadra tornano alla serra per arrestare Becker, ma quest'ultimo viene messo in allerta dal figlio e scappa. Mentre Chrystelle ferma Hugo, Candice e Antoine si lanciano all'inseguimento del padre: Antoine gli punta contro la pistola, ma avverte uno dei consueti attacchi di panico e l'indiziato può mettersi in fuga. Candice e Chrystelle trovano rotoli di banconote nascosti all'interno degli attrezzi da lavoro e portano Hugo in centrale: il ragazzo giustifica il denaro con una nuova attività che lui e il padre progettavano di aprire. Candice si assume la colpa della fuga di Becker con Attia, ma il commissario ha capito benissimo che sta coprendo Antoine e le intima di chiudere l'inchiesta entro le successive 24 ore. Per farlo costituire Candice medita di incriminare Hugo dell'omicidio di Aurélie, sostenendo che il DNA sia suo e non del padre. Candice vuole saperne di più sugli incontri che Becker aveva in carcere, ragion per cui si mischia assieme alle compagne dei detenuti in visita alla struttura. Dopo aver rallentato i controlli al metal detector per i ferretti del suo reggiseno, Candice fa la conoscenza di alcune donne che dicono di aver conosciuto Becker rispondendo a un suo annuncio e affascinate dalla prospettiva di una relazione con un detenuto. Candice incontra Kamel, uno dei carcerati, apprendendo da lui che Becker si faceva pagare dalle donne che incontrava. Nel frattempo, la strategia di Candice ha funzionato: Becker si costituisce in commissariato, dichiarandosi colpevole. Candice però è dubbiosa sulla sua colpevolezza, ma Attia pretende che l'uomo sia incriminato e minaccia di rivalersi su Antoine se non completerà le indagini. Canovas non reagisce bene alla decisione del commissario e se la prende con Candice, accusandola di sbagliare e dicendole che questo pone fine alla loro relazione.
Quando i figli trovano un paio di boxer di Canovas a casa sua, Candice capisce chi può aver ucciso Aurélie La Fonte: una delle donne che gli facevano visita in carcere, utilizzando il suo bucato per incolparlo del delitto. I sospetti si focalizzano su tre persone: Juliette Kohler, France Lachenay e Marion Vergano. Candice ha capito che la colpevole è quest'ultima, ma lascia che sia Antoine ad arrivare alla conclusione, soddisfatta perché il collega sta ritrovando il piglio di un tempo. Infatti, Marion si era infatuata di Becker al punto di abbandonare il lavoro in una galleria d'arte per stare insieme a lui e successivamente uccidere Aurélie, preoccupata perché lo stava portando sulla retta via: incolparlo del delitto era l'unica soluzione per ripristinare i loro incontri in carcere. Candice può fare rapporto ad Attia, segnalando però che dopo la partenza di JB la squadra ha una carenza di effettivi: il commissario le promette di sollecitare chi di dovere per trovare una soluzione. Candice è contenta soprattutto per Antoine, ma ignora che il collega assume dei farmaci di nascosto per tenere a bada gli attacchi di panico. Desiderosa di riconciliarsi con Canovas, Candice si presenta con un mazzo di fiori al solito posto, ma la sua imbarcazione ha levato gli ormeggi.
- Guest star: Clara Antoons (Emma Renoir), Étienne Martinelli (Jules Renoir), Alexandre Ruscher (Léo Renoir), Paul Ruscher (Martin Renoir).
- Altri interpreti: Le Bolloc'h (Rodolphe Becker), Louis Dussol (Hugo Becker), Vanessa Liautey (Marion Vergano), Stéphanie Marc (France Lachenay), Delphine Benja (Juliette Kohler), Maëlle Mietton (Mathilde Coudray), Ernaut Vivien (avvocato di Hugo), Elsa Agnes (Cynthia), Stephane Roux (Kamel), Guillaume Beylard (Maton), Nicolas Vallet (Benoît), Mathieu Lane Maby (Daniel Langlois).

## Una falsa identità
- Titolo originale: Qui se repent, se punit soi-même
- Diretto da: Olivier Barma
- Scritto da: Marie-Alice Gadea

### Trama
Una telefonata anonima in commissariato avverte di una sparatoria, ma quando la squadra accorre sul posto trova soltanto le tracce di sangue e non il cadavere della vittima. Candice spera che qualche indicazione possa arrivare da una telecamera in acqua, utilizzata da un ornitologo per osservare i fenicotteri che popolano il bacino lacustre. Nelle vicinanze Candice individua segni di qualcuno che ha trascorso la notte sul posto, probabilmente la vittima e la sua amante. Candice prova a informarsi presso un bar frequentato soprattutto dai pescatori, apprendendo che proprio quella mattina era passata una donna che ha dimenticato un foulard. Essendo la fragranza molto particolare, Candice la fa analizzare a un esperto: Edmond Lacombe, il fondatore della maison oggetto dell'indagine di qualche mese prima, che le dice di averla realizzata appositamente per una cliente. Candice resta di stucco quando scopre il suo nome: Isaure De L'Estang, la mamma di Antoine. La vittima è identificata in Arnaud Monestier, un imprenditore che era cliente di Isaure: Antoine, precipitatosi immediatamente nello studio della madre per avere spiegazioni, rivela di avere avuto una relazione clandestina con Monestier. Isaure riferisce che Monestier si era alzato per andare a prendere un plaid, quando qualcuno gli ha sparato a bruciapelo ed è fuggito. Monestier controllava una catena di chioschi ambulanti e si era da poco lanciato nel nuovo segmento del fashion truck. Candice ha voglia di patatine fritte e prova a passare la fila a uno dei chioschi, ma la cuoca Louise la spedisce indietro.
Candice e Antoine entrano nell'appartamento di Monestier, trovandolo stranamente spoglio: mancano le porte di tutti i locali e il letto è appoggiato a terra. Una fotografia di Monestier e Isaude conferma quanto entrambi credessero in quella relazione. Candice fa visita a uno dei fashion track sulla spiaggia di proprietà di Monestier e familiarizza subito con la venditrice Samantha, grazie alla conoscenza da parte di Candice di un dialetto africano. Mentre la Renoir resta ben impressionata dalla cortesia della ragazza, Antoine non ci vede chiaro e torna da solo per metterla sotto torchio: Samantha si rivela essere una prostituta che Monestier ha tolto dalla strada, ignorando però che continuasse a praticare di nascosto nel fashion track. Isaude si rifiuta di difendere Samantha per conflitto d'interessi: la giovane racconta di essere scampata all'incendio del fashion truck, appiccato dal suo vecchio protettore Chris, con Monestier che lo aveva minacciato di non infastidire più i suoi affari. Candice si rende conto che Monestier è stato in carcere, anche perché questo spiegherebbe l'assenza di porte e il letto a livello del suolo in casa sua, tutte manie che caratterizzano gli ex detenuti. Mentre è al bar in compagnia di Aline, Candice è messa alle strette sulla sua vita amorosa: il medico legale le dice che Antoine si è infatuato di lei, ma Candice risponde che al momento spera di riconciliarsi con Canovas dopo la lite nel caso Becker. Intanto, Isaude si trasferisce a casa di Antoine per tranquillizzare il figlio che teme per la sua incolumità: la notte nessuno dei due riesce a chiudere occhio, segno delle incomprensioni che ancora aleggiano tra loro. Anche Candice è alle prese con problemi di cuore, quelli di sua figlia Emma, preoccupata perché ha baciato un altro ragazzo e non ha il coraggio di dirlo al suo attuale fidanzato Clément.
Riprendendo a indagare, Candice formula la teoria dell'identità nascosta di Monestier. In effetti, si scopre che il suo vero nome è Arnaud Verner e che risulta morto nel 2004. Candice avverte immediatamente Antoine ma, non ricevendo risposte, si presenta a casa sua e lo trova addormentato sul divano: dall'alcol sulla credenza intuisce che ha avuto un incontro galante, senza sapere che aveva bevuto con sua madre. È proprio Antoine a far luce sulla pista decisiva: nel 2004, l'anno del decesso di Verner/Monestier, era stata promulgata una legge che consentiva ai pentiti di diventare collaboratori delle autorità in cambio di una nuova identità. Candice lo viene a sapere da Canovas, anche se aveva paura a incontrarlo dopo i loro trascorsi: l'ex amante le suggerisce che Verner può essere stato uno dei beneficiari della legge, applicata dalle forze dell'ordine nonostante non fosse mai entrata in vigore. Tuttavia, Attia si mette di traverso perché non vuole che si venga a sapere che qualche poliziotto ha seguito una legge non vigente: il commissario pretende che Candice chiuda l'inchiesta e la passi ai colleghi di Lilla, mentre Isaude preme perché giunga alla verità in memoria di Arnaud. Candice giunge alla verità, incastrando l'assassino tra le persone più improbabili: Louise, la donna del chiosco che si era rifiutata di servirla quando ha tentato di saltare la fila. Infatti, Monestier aveva ucciso il marito di Louise e costei si è trasferita a Sète per vendicarsi, lavorando per lui e sparandogli lontano da occhi indiscreti: dopodiché si è sbarazzata del cadavere, sperando di depistare le indagini. Candice esorta Louise a farsi dire dove ha seppellito Monestier, così da dare modo a Isaude di spargere le sue ceneri.
Antoine chiede al fratello medico di prescrivergli nuovi farmaci, ma questi si rifiuta perché possono ingenerare dipendenza: Antoine approfitta di un momento in cui è di spalle per rubargli una ricetta con la sua firma. Candice è invitata da Chrystelle all'inaugurazione della sua nuova casa, dove guarda ossessivamente il telefono sperando in una chiamata di Canovas. Quando suonano alla porta Chrystelle va ad aprire, convinta che sia il ritardatario Antoine: si trova invece davanti Thomas, il padre biologico di suo figlio Lukas.
- Guest star: Clara Antoons (Emma Renoir), Étienne Martinelli (Jules Renoir), Alexandre Ruscher (Léo Renoir), Paul Ruscher (Martin Renoir), Guillaume Faure (Phil).
- Altri interpreti: Christiane Mullet (Isaure De L'Estang), Sébastien Portier (Pierre Dumas De L'Estang), Marie Berto (Louise), Manda Touré (Louise), Didier Mahieu (Edmond Lacombe), Caroline Puyet (segretaria di Isaure), Daniel Carraz (proprietario del bar), Antoine Laurent (Jan), Yoann Denaive (Thomas Hérédia), Ferdinand Fortes (Sami), Oscar Valero (Lucas), Michel Moutardier (Michel).

## Un tragitto mortale
- Titolo originale: Les absents ont toujours tort
- Diretto da: Olivier Barma
- Scritto da: Eric Eider e Alan Piettre

### Trama
Aziz Feddal, conducente di autobus di origine marocchina, è ritrovato morto a bordo in quella che ha tutti i connotati della rapina finita male. Sulla scena del crimine Candice ha modo di conoscere Phil, il nuovo brigadiere assegnato alla sua squadra, una persona che dimostra subito la sua assoluta inesperienza con il lavoro della polizia: si è presentato in giacca e cravatta e afferma di essersi fatto una cultura guardando le serie televisive americane. Appena arrivato, Phil combina subito un mezzo disastro: davanti a una protesta degli autisti, indignati per la tardività con cui è intervenuta la polizia, il giovane aggredisce il loro rappresentante sindacale e Antoine lo spintona via, originando una zuffa tra i due nuovi colleghi che Candice ferma versando loro addosso un secchio d'acqua. Mentre è nello spogliatoio per cambiarsi, Antoine butta nel lavandino le pasticche da cui è dipendente perché vuole provare a farne a meno. Attia spiega a Candice che Phil è nipote del prefetto, quindi è stata costretta ad assumerlo, e auspica una sua rapida integrazione nella squadra. Candice ha parlato con Miriam, collega e amante di Aziz, scoprendo che i due si sarebbero dovuti sposare a breve. Chrystelle è tampinata da Thomas che spinge per vedere il figlio Lukas: Chrystelle non intende però ottemperare alla sua richiesta, essendosi ricordato di essere padre con ben nove anni di ritardo.
Le analisi condotte sulla scena del crimine hanno rilevato le impronte di Sébastien e Kader, due giovani sbandati. Candice li attira in trappola fingendosi la deejay di una radio che li ha sorteggiati come vincitori di un viaggio a New York. I due ragazzi rivelano che l'aggressione ad Aziz era tutta una finta, poiché era stato lui stesso a pagarli per farsi picchiare: Antoine ha scoperto dai colleghi della vittima che si tratta di una strategia congegnata da diversi autisti, i quali in questo modo ottengono un'indennità di 20000 €. Il mattino seguente Antoine si mette in contatto con un amico d'infanzia di Aziz, il sig. Zahid, proprietario di un'agenzia turistica a Marrakech: l'uomo rivela che Aziz aveva appena comprato quote della sua società perché intendeva lasciare la Francia e ristabilirsi in Marocco. Un elemento strano, considerando che lui e Miriam erano in odore di matrimonio. A questo punto non rimane che convocare la donna in commissariato: Miriam racconta che Aziz aveva insistito per farsi cambiare linea, nonostante quella prescelta fosse una tratta temuta da molti conducenti per i malintenzionati che giravano. Osservando alcune fotografie sul cellulare di Miriam, Candice nota che Aziz ultimamente era molto ingrassato e decide di ripetere assieme a lei il tragitto compiuto dalla vittima il giorno dell'omicidio. Intanto, Chrystelle è molto nervosa per Thomas: Candice cerca di aiutarla, ma viene invitata a farsi gli affari suoi.
Candice e Antoine salgono a bordo dell'autobus guidato da Miriam. A un certo punto Miriam non riesce più a guidare, preda dello sconforto per la morte di Aziz, e Candice prende il suo posto. Antoine interroga i passeggeri, apprendendo che Aziz era una persona molto gentile e benvoluta da tutti, però tre settimane prima c'era stato un violento alterco con un passeggero. All'improvviso Candice frena bruscamente perché ha oltrepassato il luogo del delitto di Ludivine Fabregues, una ragazza uccisa qualche tempo prima dopo una festa: Candice racconta ad Antoine che è un caso di cui si è occupata mentre lui era in convalescenza. Il DNA incastrava un certo Frank Garnier, del cui interrogatorio si era occupato JB, senza ottenere risultati: il vecchio collega viene richiamato per avere ulteriori ragguagli, ma riferisce di non aver notato nulla di insolito. Candice decide di andare a parlare con Pierre Fabregues, padre di Ludivine, e chiede a Phil di accompagnarla. Antoine sta visionando i filmati della telecamera sull'autobus, quando scopre che Aziz è stato aggredito proprio da Fabregues. Nel frattempo, Candice è entrata in casa dell'uomo per interrogarlo, lasciando Phil fuori a fare il palo: il brigadiere è impegnato da un gruppetto di ragazzini che scoppiava petardi per sentire lo squillo del cellulare di Candice, rimasto in macchina. Antoine e Chrystelle si precipitano a casa di Fabregues, ma durante l'operazione Antoine ha il solito attacco di panico e non riesce ad aiutare Candice, disarmata dall'uomo che punta la pistola contro sé stesso e si uccide.
Phil lascia la squadra, resosi conto che non è in grado di sostenere lo stress del lavoro. Antoine si presenta in farmacia per avere nuove medicine, ma la ricetta è scaduta e la farmacista non batte ciglio neppure di fronte al distintivo di poliziotto: è la prima volta in cui Antoine si sente dire in faccia che è un "poliziotto drogato". Candice riceve un casco da Canovas che le fissa un appuntamento sul ponte, dove i due amanti si riconciliano.
- Guest star: Clara Antoons (Emma Renoir), Étienne Martinelli (Jules Renoir), Alexandre Ruscher (Léo Renoir), Paul Ruscher (Martin Renoir), Guillaume Faure (Phil), Mhamed Arezki (Jean-Baptiste Medjaoui).
- Altri interpreti: Muranyi Kovacs (Myriam Delessert), Nicolas Jouhet (Pierre Fabregues), Fabrice Lebert (Christian), David Faure (Claude Feuillant), Moni Grego (Clémence), Mohamed Bounay (Kader), Guillaume Costanza (Seh), Kevin Bourges (Paul), Farid Bendali (Sig. Zahid), Caroline Cano (Corinne), Abdelkader Laslah (Ahmed), Pascale Dubois (farmacista).

## Nulla si dà per scontato
- Titolo originale: Si ce n'est toi c'est donc ton frère
- Diretto da: Nicolas Picard-Dreyfuss
- Scritto da: Anne e Marine Rambach

### Trama
Nathalie Legrand, cassiera di 29 anni, è morta affogata al molo. Antoine acquista i farmaci di contrabbando e per questo motivo si presenta in ritardo sulla scena del crimine: Aline, spazientita, ordina di portare via il cadavere della vittima, spiegandogli che è stata spinta in acqua da qualcuno. Candice trova delle caramelle al mango dietro un cumulo di pertiche, intuendo che l'assassino ha osservato Nathalie da questa posizione. Ispezionando la casa, si scopre che la donna stava per partire assieme ai suoi figli, e sono rinvenuti numerosi bonifici del valore di 0,66 € cadauno. La vicina di casa Romane racconta che Nathalie era una persona molto gentile e attenta al benessere dei figli, ma aveva rinunciato a rifarsi una vita dopo che il marito ha abbandonato lei e i bambini. Mentre interroga gli abitanti del quartiere, Antoine si imbatte nel nuovo brigadiere Albert Maruval: un anziano poliziotto, cui mancano sei mesi prima di andare in pensione, metodico fino all'esasperazione e non disponibile a lavorare fuori orario. Indagando per conto suo, Albert ha saputo che Nathalie aveva fondato con altre tre persone un club per partecipare ai concorsi a premi, ritrovandosi settimanalmente al bar e utilizzando i nominativi di conoscenti. Nathalie era la più brava, al punto di aver vinto una macchina rosa usando il nome della vicina Romane: costei nega di averla uccisa per quel motivo, anche se non aveva gradito di essere stata una prestanome. Dal referto del medico legale risulta che Nathalie è morta soffocata prima di essere gettata in acqua. Candice chiede ad Attia di sostituire Albert, ma il commissario dice di aver fatto il possibile per metterle a disposizione un nuovo brigadiere e che dovrà pazientare con lui. Candice confida ad Aline di essere preoccupata per la sua storia con Canovas, distratto da un'indagine importante che sta seguendo con la sua Squadra Speciale. Intanto, Chrystelle è avvicinata da Anna, la moglie di Thomas, che tenta di spiegarle come sia cambiato e desideroso di vedere Lukas.
Candice interroga i figli di Nathalie, apprendendo che la famiglia è andata incontro a trasferimenti molto frequenti e sempre di soppiatto: la tesi più logica è che Nathalie volesse fuggire dal marito Alain Flament, un camionista balzato agli onori della cronaca per uno sciopero a favore dei diritti dei padri allontanati. Candice si reca sul luogo della protesta, dove trova Alain in compagnia dell'amico Mathieu Scavi, anche lui un padre cui è impedito di vedere i figli. Candice nota che la pertica che sostiene la struttura sulla quale i due uomini sono sospesi proviene dal molo, recando lo stesso simbolo: una prova per portare Alain in commissariato. L'uomo racconta di aver tradito moglie quando era incinta del secondo figlio, ma di essere stato cacciato brutalmente dalla vita familiare: Alain ha pagato un detective per rintracciare Nathalie e ha saputo che si trovava a Sète grazie a un articolo di giornale in cui si parlava del suo club di concorsi. Tuttavia, il procuratore non ha voluto aiutarlo nel fare causa alla moglie, credendolo un violento che l'ha messa in fuga perché la picchiava. Le circostanze sembrano incastrare Alain, ma Candice crede che sia innocente e cerca di evitare di metterlo in stato di fermo facendogli mangiare le caramelle al mango, così da accertare se sia veramente lui l'assassino. Nel frattempo, la Renoir ha notato che Antoine non è più in sé e gli chiede spiegazioni: il capitano Dumas finge di essere stato lasciato dalla falsa donna con cui stava e Candice, evidentemente convinta dalla sua giustificazione, gli dà appuntamento l'indomani per recarsi insieme in una vicina località di pescatori, dalla quale proverrebbero le pertiche dell'indagine. Per Candice la serata con Canovas è l'ennesimo buco nell'acqua: i due erano a cena in un ristorante sulla spiaggia, quando lui ha dovuto lasciarla per l'ennesima telefonata di lavoro.
Il mattino seguente Antoine resta addormentato, come capita fin troppo spesso nell'ultimo periodo, e Candice è costretta ad andare dai pescatori da sola. Interrogandoli scopre che hanno visto un uomo rovistare tra le pertiche e, dettaglio fondamentale, parlava il loro stesso dialetto: questo esclude Alain, poiché costui non era del posto e quindi non conosceva l'idioma locale. Allora i sospetti di Candice si indirizzano verso Mathieu, il suo compagno di protesta, e va a parlare con Elodie, l'ex moglie di Mathieu: la donna racconta che lo ha lasciato perché la picchiava ed era riuscita a incastrarlo filmandolo di nascosto, ma lui se n'è accorto e ha gettato il tablet nella spazzatura. Antoine si presenta in ufficio tardi, rimediando l'inevitabile sfuriata di Candice che pretende da lui quella dedizione al lavoro che sembra aver perso, altrimenti dovrà mettersi in ferie. Osservando Chrystelle litigare al telefono con Thomas e poi prendersela con Albert, Candice capisce come si sono svolti gli eventi nell'indagine: Mathieu era arrabbiato con l'ex moglie Elodie perché non gli faceva vedere i figli, quindi anziché prendersela con lei ha rivolto la sua rabbia contro Nathalie. Antoine viene mandato a cercare in discarica il tablet contenente la prova che incrimina Mathieu: il netturbino gli suggerisce di accedere al servizio di cloud, dove sono salvati tutti i dati degli utenti. Ecco che Candice può mostrare a Mathieu Scavi il video che lo immortala mentre stava per soffocare Eloide, lo stesso modus operandi che ha successivamente adottato nell'omicidio di Nathalie.
Scagionato da ogni accusa, Alain può finalmente abbracciare i figli nell'ufficio di Candice: Chrystelle assiste commossa alla scena e decide di consentire a Thomas di vedere Lukas una volta a settimana. Candice si presenta da Canovas, proprio mentre questi ha subito il rimbrotto del superiore perché la sua indagine è fallita: Candice lo consola amoreggiando in una stanza chiusa. Dopodiché, congedata la Renoir, Canovas viene informato dai colleghi che il loro agente sotto copertura è lo stesso spacciatore da cui si rifornisce Antoine.
- Guest star: Clara Antoons (Emma Renoir), Étienne Martinelli (Jules Renoir), Alexandre Ruscher (Léo Renoir), Paul Ruscher (Martin Renoir), Philippe Duquesne (Albert Maruval).
- Altri interpreti: Nicolas Vallet (Benoit), Yoann Denaive (Thomas Heredia), Marie-Christine Jeanney (Simone Tarafino), Xavier Mathieu (Alain Flament), Benoît Giros (Mathieu Scavi), Olivia Forest (Elodie Scavi), Marceau Chappey (Ethan Legrand), Louison Chappey (Yanis Legrand), Marcel Camilleri (Richard Privat), Clara Guipont (Romane Privat), Myriam Bourguignon (Anna Heredia), Frédéric Michelet (Eugène), Vincent Leenhardt (François), Sam Olivier (giornalista), Fabrice Raspati (direttore Squadra Speciale), Mike Reilles (netturbino).